# Osmo Pekonen
Osmo Esko Tapio Pekonen, född 2 april 1960 i S:t Michel, död 12 oktober 2022 i Uzès, Frankrike, var en finländsk matematiker, historiker, författare och översättare. Han var docent i matematik vid Helsingfors universitet och Jyväskylä universitet, docent i lärdomshistoria vid Uleåborgs universitet samt docent i civilisationshistoria vid Lapplands universitet. Han bodde och arbetade flera år i Frankrike i olika sammanhang.

## Utmärkelser och priser
Den franska staten hedrade Pekonen med titeln Chevalier des Palmes académiques. Han var vidare korresponderande medlem i Académie européenne des Sciences, des Arts et des Lettres, Académie d'Orléans, Académie des Sciences, Belles-lettres et Arts de Besançon et de Franche-Comté och Académie des Sciences, Arts et Belles-Lettres de Caen.
Institut de France tilldelade Pekonen 2012 års Chaix d’Est Ange-pris i historia.

## Verk

### Avhandlingar
- Contributions to and a survey on moduli spaces of differential geometric structures with applications in physics. Bericht 39.. Jyväskylä: Universität Jyväskylä, Mathematisches Institut. 1988. ISSN 0075-4641
- La rencontre des religions autour du voyage de l’abbé Réginald Outhier en Suède en 1736–1737. Rovaniemi: Lapland University Press. 2010. ISBN 978-952-484-390-4

### Facklitteratur
- Topological and Geometrical Methods in Field Theory. Proceedings-utgåva. Red. Osmo Pekonen & Jouko Mickelsson. Singapore: World Scientific. 1992. ISBN 981-02-0961-4
- Symbolien metsässä: Matemaattisia esseitä. Red. Osmo Pekonen. Helsingfors: Art House. 1992. ISBN 951-884-103-9
- Ranskan tiede: Kuuluisia kouluja ja instituutioita. Helsingfors: Art House. 1995. ISBN 951-884-181-0
- Marian maa: Lasse Heikkilän elämä 1925–1961. Helsingfors: SKS. 2002. ISBN 951-746-337-5
- Osmo Pekonen & Lea Pulkkinen (2002). Sosiaalinen pääoma ja tieto- ja viestintätekniikan kehitys. Tekniikan arviointeja 11. Eduskunnan kanslian julkaisu 5. Helsingfors: Riksdagens framtidsutskott. ISBN 978-951-5324-26-9
- Osmo Pekonen, red (2005). Suomalaisen modernin lyriikan synty: Juhlakirja 75-vuotiaalle Lassi Nummelle. Kuopio: Snellman-instituutti. ISBN 951-842-279-6
- Porrassalmi: Etelä-Savon kulttuurin vuosikirja I–X. Red. Jorma Julkunen, Jutta Julkunen & Osmo Pekonen et alia, ISSN 1797-6685 (2008), 1798-3037 (2009), 1797-6685 (2010-2017). St. Michel: Savon Sotilasperinneyhdistys Porrassalmi ry. 2008-2017
- Lapin tuhat tarinaa: Anto Leikolan juhlakirja. Red. Osmo Pekonen & Johan Stén. Ranua: Mäntykustannus. 2012. ISBN 978-952-5712-72-8
- Salaperäinen Venus. Ranua: Mäntykustannus. 2012. ISBN 978-952-5712-60-5
- Maupertuis en Laponie. Tillsammans med Anouchka Vasak. Paris: Hermann. 2014. ISBN 978-2-7056-8867-7
- Valon aika. Tillsammans med Johan Stén. Helsingfors: Art House. 2019. ISBN 978-951-884-700-0
- Markkasen galaksit: Tapio Markkanen in memoriam. Red. Osmo Pekonen & Johan Stén. Helsingfors: Ursa. 2019. ISBN 978-952-5985-68-9
- Maan muoto. Tillsammans med Marja Itkonen-Kaila. Rovaniemi: Väylä. 2019. ISBN 978-952-7168-92-9
- Pohjan Tornio. Matkamiesten ääniä vuosisatain varrelta 1519-1919. Rovaniemi: Väylä. 2022. ISBN 978-952-7375-93-8

### Essäsamlingar
- Danse macabre: Eurooppalaisen matkakirja. Jyväskylä: Atena. 1994. ISBN 951-9362-84-3
- Tuhat vuotta. Helsingfors: WSOY. 1998. ISBN 951-0-23245-9
- Minä ja Dolly: Kolumneja, esseitä, runoja. Jyväskylä: Atena. 1999. ISBN 951-796-190-1
- Oodi ilolle: Matkoja, maita, kaupunkeja. Åbo: Enostone. 2010. ISBN 978-951-9036-87-8
- Joka paikan akateemikko. Åbo: Enostone. 2012. ISBN 978-952-5960-11-2

### Redigerade essäsamlingar
- Elämän puu. Illustrering: Martti Ruokonen. Borgå Helsingfors Juva: WSOY. 1997. ISBN 951-0-21776-X
- Elämän värit. Grafik: Jussi Jäppinen. Jyväskylä: Kopijyvä. 2003. ISBN 952-5478-11-4
- Elämän vuodenajat. Fotos: Seppo Nykänen. Jyväskylä: Minerva. 2005. ISBN 952-5591-29-8

### Redigerade diktsamlingar
- Heikkilä, Lasse (2007). Osmo Pekonen. red. Balladi Ihantalasta: Runoja kesästä 1944. Helsingfors–Jyväskylä: Minerva. ISBN 978-952-492-018-6
- Péguy, Charles (2003). Osmo Pekonen. red. Chartres’n tie: Charles Péguy’n runoja. Dikterna översatta ur flera samlingar huvudsakligen av Anna-Maija Raittila. Jyväskylä: Minerva. ISBN 952-5478-26-2

### Dagböcker
- Saint-Malosta Sääksmäelle. Päiväkirjastani 2014-2015. Tammerfors: Enostone. 2015. ISBN 978-952-5960-39-6
- Minäkin Arkadiassa: Päiväkirjastani 2016-2017. Tammerfors: Enostone. 2017. ISBN 978-952-5960-54-9
- Unikukkia, ulpukoita: Päiväkirjastani 2018-2019. Rovaniemi: Väylä. 2019. ISBN 978-952-7168-54-7

### Prosaöversättningar till finska
- Quéau, Philippe (1995). Lumetodellisuus. (Le virtuel: Vertus et vertiges, 1993.) Red. på finska Osmo Pekonen. Helsingfors: Art House. ISBN 951-884-173-X
- Sossinsky, Alexei (2002). Solmut: Erään matemaattisen teorian synty. (Nœuds: Genèse d’une théorie mathématique, 1999.) Red. på finska Osmo Pekonen. Helsingfors: Art House. ISBN 951-884-347-3
- Lindberg, Bo (1997). Latina ja Eurooppa. (Europa och latinet, 1993.) Red. på finska Osmo Pekonen. Jyväskylä: Atena. ISBN 951-796-075-1
- Kravanja, Peter (2006). Visconti, Proustin lukija. (Visconti, lecteur de Proust, 2004) Översättning: Osmo Pekonen. Jyväskylä–Helsingfors: Minerva. ISBN 952-5591-39-5
- Terrall, Mary (2015). Maupertuis, maapallon muodon mittaaja. (The Man Who Flattened the Earth: Maupertuis and the Sciences in the Enlightenment, 2015.) Översättning: Osmo Pekonen. Torneå: Väylä. ISBN 978-952-5823-97-4
- Émilie du Châtelet (2016). Tutkielma onnesta. (Discours sur le bonheur.) Översättning: Osmo Pekonen. Kuopio: Hai. ISBN 978-952-5934-85-4
- Pierre Louis Moreau de Maupertuis (2016). Fyysinen Venus. (Vénus physique, 1745.) Översättning: Osmo Pekonen. Helsinki: Art House. ISBN 978-951-884-620-1
- Picard, Roger (2018). Salonkien aika. (Les salons littéraires et la société française 1610-1789, 1943.) Översättning: Osmo Pekonen & Juhani Sarkava. Helsingfors: Art House. ISBN 978-951-884-642-3
- Godwin, Francis (2021). Lento Kuuhun. (The Man in the Moone, 1686.) Översättning: Osmo Pekonen. Helsingfors: Basam Books. ISBN 978-952-3790-22-3

### Diktöversättningar till finska
- Beowulf. Översättning och kommentärerna: Osmo Pekonen och Clive Tolley. Helsingfors: WSOY. 1999. Andra upplagan: WSOY 2007. ISBN 951-0-22432-4
- Widsith: Anglosaksinen muinaisruno. Översättning och kommentärerna: Osmo Pekonen och Clive Tolley. Jyväskylä: Minerva. 2004. ISBN 952-5478-66-1
- Waldere: Anglosaksinen muinaisruno. Översättning och kommentärerna: Jonathan Himes, Osmo Pekonen och Clive Tolley. Jyväskylä: Minerva. 2005. ISBN 952-5591-07-7
- Gustav Philip Creutz (2019). Atis ja Camilla. (Atis och Camilla, 1761.) Översättning: Osmo Pekonen. Åbo: Faros. ISBN 978-952-5710-85-4